# Heinrich Franz von Mansfeld
Heinrich Franz von Mansfeld, Reichsfürst und Fürst von Fondi (* 21. November 1640 in Bornstedt oder am 20. Dezember 1642 in Wien; † 8. Juni 1715 in Wien), war ein österreichischer Diplomat, Feldmarschall und Hofkriegsratspräsident.

## Herkunft
Seine Eltern waren der Graf Bruno III. von Mansfeld zu Vorderort (* 18. September 1576; † 6. September 1644) und dessen zweite Ehefrau Maria Magdalena von Törring-Seefeld (* 1616; † 18. April 1668), Tochter von Ferdinand I. von Toerring-Seefeld.

## Leben
Er trat in jungen Jahren in habsburgische Dienste. Nach kurzer militärischer Dienstleistung war er fast stets in höfischer oder diplomatischer Verwendung. Trotz dieser geringen militärischen Erfahrung und Kenntnisse brachte er es zum Feldmarschall und Präsidenten des Hofkriegsrates. Von 1680 bis 1682 war er Gesandter am französischen und von 1683 bis 1690 am spanischen Hof. Dabei wurde er laufend zu höheren militärischen Dienstgraden befördert, im Jahr 1689 zum Feldmarschall. Von 1684 bis 1701 war er Obersthofmarschall am kaiserlichen Hof in Wien. 1701 wurde er zum Hofkriegsratspräsidenten ernannt. In dieser Stellung trat er wiederholt als Gegner des Prinzen Eugen auf. 1703 wurde der bei Generalität und Armee unbeliebte Mansfeld dieses Postens wieder enthoben. Bis zu seinem Tode verblieb er dann als Oberstkämmerer am Wiener Hof.
1690 geleitete er die Prinzessin Maria Anna von Pfalz-Neuburg als Braut König Karls II. von Spanien zur Hochzeit nach Valladolid; hierfür verlieh ihm der König das neapolitanische Fürstentum Fondi, den Titel eines spanischen Granden und den Orden vom Goldenen Vließ. Die ihm erteilte Würde eines Reichsfürsten wurde 1696 und 1709 bestätigt und 1711 von Kaiser Joseph I. öffentlich bekannt gemacht.
Er ließ sich von Lukas von Hildebrand ab 1697 ein Lustschloss mit Garten errichten, das nach seinem Ableben von der Familie Schwarzenberg erworben wurde und als Schwarzenbergpalais ein wichtiges Wiener Baudenkmal ist.

## Familie
Mansfeld heiratete im Jahr 1679 die Gräfin Marie Louise von Aspremont-Nantevil (* 1652; † 23. Oktober 1692). Das Paar hatte mehrere Kinder:
- Marie Anne Eleonore (* 16. Oktober 1680; † 16. Januar 1724)

⚭ 1699 Wilhelm Florentin zu Salm-Neuviller, Wild- und Rheingraf von Dhaun-Neufviller (* 12. Mai 1670; † 6. Juni 1707), Sohn von Karl Florentin zu Salm
⚭ Graf Karl Colonna von Fels
⚭ 1709 Graf Achaz Adam von Auersperg (* 15. September 1676; † 28. Oktober 1739)
- Maria Eleonore (* 16. Oktober 1682; † 24. Mai 1747) ⚭ 1703 Graf Karl Franz Adam Anton von Mansfeld, Fürst von Fondi (* 2. November 1678; † 19. Juli 1717)

Nach dem Tod seiner ersten Frau heiratete er am 16. November 1693 die Gräfin Maria Franziska von Auersperg (* 1664; † 5. September 1739). Die Ehe blieb kinderlos.